# 三角帽

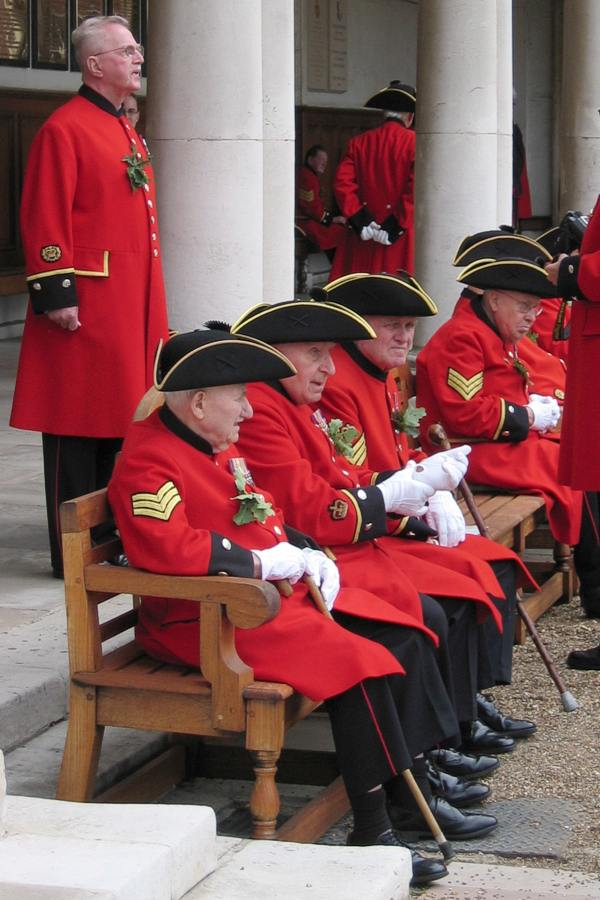
三角帽

三角帽（Tricorne）是西洋服飾中的一種男用帽子，又被稱為海盜帽，由頂部俯視呈三角形而得名。三角帽發源於歐洲，自17世紀後期盛行至18世紀，在極盛期時不但是一般男性知識份子的標準行頭，也是軍人戎裝的標準配件之一。1789年的法國大革命後為雙角帽所取代。
三角帽的佩戴方法是主尖角在前。